# Sataspes xylocoparis
Sataspes xylocoparis là một loài bướm đêm thuộc họ Sphingidae. Nó được tìm thấy ở đông bắc Ấn Độ, Bhutan, miền bắc Myanmar, miền bắc Thái Lan, miền bắc Việt Nam và miền nam và miền đông Trung Quốc. Nơi sinh sống của chúng gồm các rừng gỗ già, rậm, ít ánh sáng.
Sải cánh dài 52–58 mm đối với con đực và 58–70 mm đối với con cái. Nó bắt chước ong thợ mộc Xylocopa.
Nó là một day-flying species. Con trưởng hành ăn mật hoa nhiều loại hoa khác nhau.
Ấu trùng ăn Dalbergia benthami in Hong Kong. Other recorded foodplants include Lespedeza và Albizia lebbeck. Pupation takes place in a cell just below the surface, hoặc in a rough cocoon on the surface.